# Volksgrenadier
Volksgrenadier var typebetegnelsen for en række divisioner i den tyske hær under 2. Verdenskrig. De blev etableret i efteråret 1944 efter at Tyskland havde mistet et stort antal divisioner på både Østfronten og Vestfronten. På Østfronten blev Heeresgruppe Mitte stort set udslettet i Operation Bagration, og på Vestfronten mistede man 5. panserarmé i Normandiet som følge af Operation Overlord. 
Navnet Volksgrenadier – folkegrenader – var valgt for at styrke moralen ved at appellere til folkets nationalisme (Volk) og ældre tysk militærtradition, hvor grenaderer var elitetropper. Der blev etableret omkring 50 af disse divisioner i slutningen af krigen. Volksgrenadiers og Volksgrenadier-divisioner må ikke forveksles med Volkssturm, som var noget helt andet.

## Historie og organisation
Den strategiske nødsituation og den mangel på personel, som efterfulgte tabene i midten af 1944, skabte behov for opstilling af infanteridivisioner, som sparede på personellet og lagde vægten på defensiv frem for offensiv styrke. Volksgrenadier-divisionerne opfyldte dette behov ved kun at bestå af seks infanteribataljoner i stedet for de normale ni, hvilket allerede var almindeligt i mange eksisterende divisioner. Enhederne havde også flere maskinpistoler og lette automatvåben og var således i højere grad baseret på nærkamp end normale infanteridivisioner. Automatvåben såsom Sturmgewehr 44, og panserværnsvåben såsom Panzerfaust blev anvendt i udstrakt grad af Volksgrenadier-enhederne.
De blev etableret med en lille kadre af hærdede veteraner, underofficerer og officerer og fyldt op med alt, hvad hæren kunne få fat i. Det drejede sig bl.a. om personel, som var blevet til overs i Kriegsmarine og Luftwaffe, raskmeldte sårede fra nedlagte enheder, ældre mænd som tidligere ville være blevet anset for ikke-egnede til militærtjeneste samt unge teenagere.

## Kampindsats
Volksgrenadier-divisioner deltog i Ardennerslaget, forsvaret af Siegfried-linjen, på Østfronten og i de afsluttende slag i Tyskland. Nogle divisioner udmærkede sig ved at kæmpe indædt, mens andre blev kastet ind i kampen med et minimum af træning og derfor klarede sig meget ringe. Adskillige Volksgrenadier-divisioner, især de som bestod af tiloversblevne fra Kriegsmarine og Luftwaffe viste ofte høj motivation og moral, som førte til forbløffende god effektivitet mod Det tredje Riges fjender i de sidste ca. 8 måneder af krigen i Europa. 